# Tuğçe Atıcı
Tuğçe Atıcı est une joueuse de volley-ball turque née le 27 mars 1989 à Ankara. Elle mesure 1,84 m et joue au poste de passeuse. Elle totalise 19 sélections en équipe de Turquie.

## Clubs
| Club                        | De        | À         |
| --------------------------- | --------- | --------- |
| Emlak TOKİ Ankara           |           | 2001-2002 |
| İller Bankası Ankara        | 2002-2003 | 2012-2013 |
| Ereğli Belediye             | 2013-2014 | 2013-2014 |
| İdmanocağı Spor Kulübü      | mai 2014  | nov 2014  |
| Lokomotiv Bakou             | 2014-2015 | 2014-2015 |
| Çanakkale Belediye          | 2015-2016 | 2015-2016 |
| Manisa BBSK                 | 2016-2017 | 2016-2017 |
| Sarıyer Belediyesi          | 2017-2018 | 2017-2018 |
| Anakent Spor Kulübü         | 2018-2019 | 2018-2019 |
| Beylikdüzü Voleybol İhtisas | 2019-2020 | 2019-2020 |
| Astor Voleybol              | jan 2020  | mai 2020  |
| Adam Voleybol Gaziantep     | 2020-2021 | …         |

## Palmarès
- BVA Cup
  - Vainqueur: 2012
- Championnat d'Azerbaïdjan
  - Finaliste : 2015.